# Brda 21000 Split
Brda 21000 Split, hrvatski dokumentarni film iz 2012. godine redatelja i koscenarista Silvija Mirošničenka i koscenarista Željka Barišića.
Film fellinijevski i višeslojno prikazuje slikovite stanovnike splitskog kvarta Brda. Prikazani su stomatolog i pisac, bivši boksač koji je karijeru napravio u Njemačkoj, hard rock sastav Pas Maters kojima je karizmatični frontmen i pjevač misteriozno nestao, stari nogometni navijač prezimenom Hajduk, bivši huligan koji marljivo studira u večernjoj školi te ostale osobe. Na vrhu svega je što neobičnim stanovnicima je jedina svetinja nogometni klub Hajduk.

## Vanjske poveznice
- Cijeli film
- Trailer - 1 min
- Trailer - 2 min
- Trailer - 4 min
- Trailer - 4 min